# كامي نو شيزوكو
.

## معلوماتالدراما
اسم الدراما : 神の雫
بالروماجي : Kami no Shizuku
عدد حلقاتها : 9 حلقات
القناة : NTV
تاريخ العرض : 13 يناير 2009
نسبة المشاهدة : 06.1 %
أغنية الشارة : ون دروب (كاتون)

## نبذة
تحكي القصة عن شاب يدعى كانزاكي شيزوكو ، توفي والده ناقد الخمور الشهير و ترك له مجموعة من النبيذ تساوي ثروة كبيرة لكن حصوله عليها يشترط أن يحل مجموعة من ألالغاز تتعلق بالنبيذ ، و سيكون عليه ان يتحدى ناقد النبيذ المعروف توميني إيسي الذي تبناه والده قبل وفاته، و من يحل ألغاز الوصايا السبع يحصل على الثروة كاملة، شيزوكو الذي لا يعرف أي شيء عن النبيذ سيقرر خوض التحدي و ستساعده في ذلك زميلته في العمل شينوهارا ميابي.

## الممثلون
كاميناشي كازويا في دور كانزاكي شيزوكو
تانابي سيشي في دور توميني إيسي
ناكا ريسا في دور شينوهارا ميابي
تودا ناهو في دور كيريو ريوكو
ماسو تاكيشيفي دور كاواراغي
تاغوتشي هيروماسا في دور هونما شوسكي
ساساكي نوزومي في دور سيرا

## أغاني الدراما
- أغنية الشارة : ون دروب (كاتون)

## بعد العرض
نسبة المشاهدة
- الحلقة الأولى : 10.3 %
- الحلقة الثانية : 07.3 %
- الحلقة الثالثة : 06.2 %
- الحلقة الرابعة : 05.0 %
- الحلقة الخامسة : 06.0 %
- الحلقة السادسة : 04.9 %
- الحلقة السابعة : 04.7 %
- الحلقة الثامنة : 04.9 %
- الحلقة التاسعة : 05.4 %
- متوسط نسبة المشاهدة : 06.1 %

## وصلات خارجية
- كامي نو شيزوكو على موقع IMDb (الإنجليزية)
- كامي نو شيزوكو على موقع كينوبويسك (الروسية)
- كامي نو شيزوكو على موقع قاعدة بيانات الفيلم (الإنجليزية)